# Mekane Yesus-kyrkan
Mekane Yesus-kyrkan, formellt Etiopiska evangeliska kyrkan Mekane Yesus, är ett kristet trossamfund i Etiopien, bildat 1959 genom samgående mellan lutherska kyrkor och en del andra kyrkor som kommit till genom utländsk mission.
Kyrkan har drygt 7 miljoner medlemmar och ett teologiskt seminarium i Addis Abeba med 150 elever.
Mekane Yesus-kyrkan är den största medlemskyrkan inom Lutherska Världsförbundet. 
Kyrkan, som föddes ur bland annat svensk mission, bedriver idag genom Mekane Yesus International Missionary Society själv mission utomlands på många håll världen över: södra Asien, flera afrikanska länder, Mellanöstern och Guyana.

## Relationer till Svenska Kyrkan
Mekane Yesus-kyrkan har sitt ursprung i Evangeliska Fosterlandsstiftelsens missionsverksamhet i Etiopien och har historiskt haft goda relationer till EFS och Svenska kyrkan. 
Mekane Yesus-kyrkan bröt dock 2013 den formella kontakten med både Svenska kyrkan och Evangelical Lutheran Church in America till följd av deras omdefiniering av äktenskapet som i dessa kyrkor kan ingås också av samkönade par. Detsamma gäller relationen till Presbyterian Church USA som också bröts när även denna kyrka beslöt en omdefiniering av äktenskapet.